# Odontosoria
Odontosoria är ett släkte av ormbunkar. Odontosoria ingår i familjen Lindsaeaceae.

## Dottertaxa tillOdontosoria, i alfabetisk ordning[1]
- Odontosoria aculeata
- Odontosoria afra
- Odontosoria africana
- Odontosoria alutacea
- Odontosoria angustifolia
- Odontosoria biflora
- Odontosoria celebesiana
- Odontosoria chinensis
- Odontosoria clavata
- Odontosoria colombiana
- Odontosoria deltoidea
- Odontosoria emirnensis
- Odontosoria flabellifolia
- Odontosoria flexuosa
- Odontosoria fumarioides
- Odontosoria goudotiana
- Odontosoria gracilis
- Odontosoria guatemalensis
- Odontosoria gymnogrammoides
- Odontosoria humbertii
- Odontosoria intermedia
- Odontosoria jenmanii
- Odontosoria killipii
- Odontosoria krameri
- Odontosoria madagascariensis
- Odontosoria melleri
- Odontosoria minutula
- Odontosoria odontolabia
- Odontosoria quadripinnata
- Odontosoria retusa
- Odontosoria reyesii
- Odontosoria scandens
- Odontosoria schlechtendalii
- Odontosoria spathulata
- Odontosoria tenuifolia
- Odontosoria veitchii
- Odontosoria viridis
- Odontosoria wrightiana
- Odontosoria yaeyamensis